# Akbar Mohammadi
Akbar Mohammadi (ur. 1972  – zm. 30 lipca 2006) – irański dysydent, działacz studencki, więzień polityczny.
Do więzienia Evin w Teheranie, trafił za kierowanie strajkami proreformatorskich studentów w 1999 r. Początkowo został skazany na karę śmierci, zamienioną po interwencji ajatollaha Alego Chameneia na 15 lat więzienia. W 2005 r. został na krótko zwolniony z powodu złego stanu zdrowia. W więzieniu Mohammadi, był wielokrotnie torturowany o czym alarmowali obrońcy praw człowieka.
Na pięć dni przed śmiercią podjął strajk głodowy, w ramach protestu za nieudzielenie odpowiedniej pomocy lekarskiej po pobiciu przez strażników. Według oficjalnej wersji przyczyną śmierci Mohammadiego był zawał serca, ale jego adwokat utrzymuje iż był torturowany.